# Rajendra Mahato
Rajendra Mahato, né le 19 novembre 1958, né dans le district de Sarlahi, est un homme politique népalais, président du Parti de la bonne volonté (ou Sadbhavana Party).
Lors des élections parlementaires de 1994, il arrive en seconde position dans la 2e circonscription du district de Sarlahi, où il concourt sous les couleurs du Parti népalais de la bonne volonté, « ancêtre » de sa formation actuelle.
En 1999, il se présente dans la même circonscription, et inflige une défaite à l'ancien Premier ministre Surya Bahadur Thapa, et fait son entrée au Parlement.
En mars 2003, il suit (en) Anandidevi Singh, veuve du fondateur du parti, dans une nouvelle formation intitulée Parti népalais de la bonne volonté (Anandidevi), après l'entrée au gouvernement du président du parti, (en) Badri Prasad Mandal, avec les fonctions de vice-Premier ministre.
Le 1er avril 2007  , en tant que représentant du Parti népalais de la bonne volonté (Anandidevi), il intègre le cabinet intérimaire dirigé par Girija Prasad Koirala, par ailleurs président du parti Congrès népalais, avec les fonctions de ministre de l'Industrie, du Commerce et de l'Approvisionnement.
Une nouvelle scission, cette fois au sein du Parti népalais de la bonne volonté (Anandidevi), intervient en septembre-octobre 2007, conduisant à la formation d'une nouvelle formation intitulée Parti de la bonne volonté (Sadbhavana Party, sans l'adjectif « népalais » ni le critère de différenciation), tandis que le Premier ministre, soumis à une forte pression, le contraint à la démission du cabinet.
Le 19 janvier 2008, moins de trois mois avant l'expiration de la législature intérimaire, il démissionne cette fois du Parlement intérimaire (qui comprend les parlementaires élus en 1999, auxquels ont été ajoutés, en décembre 2006, une centaine de députés désignés par consensus entre les principales formations politiques).
Le 10 avril 2008, lors de l'élection de l'Assemblée constituante, il est élu député dans la 4e circonscription du district de Sarlahi, tandis que son nouveau parti obtient un net avantage sur la formation présidée par Anandidevi Singh : le Parti de la bonne volonté obtient 9 députés (4 élus au scrutin uninominal majoritaire à un tour et 5 élus à la proportionnelle), tandis que le Parti népalais de la bonne volonté (Anandidevi) doit se contenter de 3 députés (2 élus à la proportionnelle et 1 député nommé par le cabinet intérimaire).
Le 31 août 2008, dans le cadre du programme minimal commun (en anglais : Common Minimum Programme ou CMP) de gouvernement entre les maoïstes, les marxistes-léninistes et le Forum, il est nommé ministre du Commerce et de l'Approvisionnement dans le gouvernement dirigé par Pushpa Kamal Dahal (alias « Prachanda »), lors de la seconde série de nominations et reçoit ses pouvoirs du Premier ministre, en présence du président de la République, Ram Baran Yadav.
Il ne retrouve pas l'intégralité des fonctions qu'il avait occupées dans le cabinet intérimaire de Girija Prasad Koirala, puisque le nouveau Premier ministre a fait le choix de scinder le ministère de l'Industrie, du Commerce et de l'Approvisionnement en deux portefeuilles : l'Industrie, confiée à Astha Laxmi Shakya (membre du Parti communiste du Népal (marxiste-léniniste unifié)), d'un côté, et le Commerce et l'Approvisionnement, qui lui échoient. Il succède toutefois, dans ces dernières fonctions, à Shyam Sundar Gupta, membre du Parti népalais de la bonne volonté (Anandidevi), qui lui avait justement succédé lors de son éviction du cabinet en octobre 2007.
Au niveau protocolaire, il retrouve à peu de chose près, avec la 12e place, le rang qui était le sien dans le cabinet nommé en avril 2007, où il occupait la 11e place, tandis que son successeur dans le cabinet intérimaire, Shyam Sundar Gupta, occupait le 20e rang.